# Jesús Contreras Hernández
Jesús Contreras Hernández (Guadix, 14 de desembre de 1946) és Catedràtic Emèrit d'Antropologia Social de la Universitat de Barcelona i director de l'Observatori de l'Alimentació (ODELA) del Parc Científic de Barcelona.
Va llicenciar-se i doctorà (1976) en Filosofia i Lletres a la Universitat de Barcelona. Va ser professor Ajudant el 1972 i posteriorment Catedràtic d'Antropologia Social fins a la selva jubilación el 2017. Ha estat Chercheur Associé al CNRS a França i Professor Visitant a la Universitat de Cambridge (1992-1993).
Ha fet treball de camp a diferents zones de l'Estat espanyol i dels Andes peruans. Les seves especialitats són l'antropologia econòmica i l'antropologia de l'alimentació. Les investigacions més recents són sobre els àmbits dels comportaments del consum i, més particularment, els comportaments alimentaris. Ha desenvolupat diverses recerques sobre les relacions entre l'evolució de les formes de vida i la seva relació amb els canvis alimentaris. És autor d'una vintena de llibres i de dos-cents articles.

## Llibres més destacats
Entre els seus llibres, cal destacar:
- Les festes populars, conjuntament amb Joan Prat, Barcelona, Dopesa, 1979
- Bárbaros, paganos, salvajes y primitivos: una introducción a la antropología, conjuntament amb Joan Bestard Camps, Barcelona, Barcanova, 1987
- Subsistencia, ritual y poder en los Andes, Barcelona, Mitre, 1995
- Antropología de los pueblos de España, edítate conjuntament amb Joan Prat i Carós, Isidoro Moreno Navarro, i Ubaldo Martínez Veiga, Madrid, Taurs, 1993
- Antropología de la alimentación, Madrid, Eudema, 1993
- La gestión comunal de recursos : economía y poder en las sociedades locales de España y de América Latina, edítate conjuntament amb Marie Noëlle Chamoux, Barcelona, Icaria, 1996
- Productes de la terra, conjuntament amb Elena Espeitx i Juanjo Cáceres Nevot, Barcelona, Departament d'Agricultura, Ramaderia i Pesca, 2003
- Sabores del Mediterráneo (2005),
- Alimentación y Cultura. Perspectivas antropológicas, conjuntament amb Mabel Gracia. Barcelona, Ariel, 2005